# Cop d'estat a l'Argentina de 1976

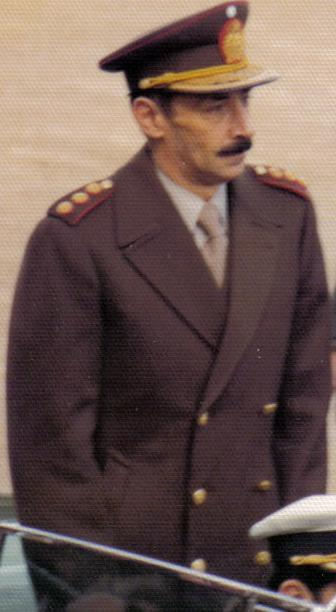
Jorge Rafael Videla va assumir la presidència de facto després del cop.

El cop d'estat de 1976 —denominat Operació Àries pels seus perpetradors— va ser la rebel·lió cívico-militar que va deposar la presidenta de l'Argentina, María Estela Martínez de Perón, el 24 de març d'aquest any. En el seu lloc, es va establir una junta militar, liderada pel tinent general Jorge Rafael Videla, l'almirall Emilio Eduardo Massera i el brigadier general Orlando Ramón Agosti. La junta va prendre el nom oficial de Procés de Reorganització Nacional i va romandre en el poder fins a desembre de 1983.

## Ressenya històrica
L'alçament cívico-militar perpetrat el dimecres 24 de març de 1976 va començar la seva preparació amb molta anticipació. Llavors, l'Argentina era l'únic país del Con sud que mantenia un règim democràtic, mentre que tots els països veïns estaven governats per dictadures militars (Hugo Banzer a Bolívia, Ernesto Geisel a Brasil, Augusto Pinochet a Xile, Alfredo Stroessner al Paraguai i Juan María Bordaberry a Uruguai), sostingudes pels Estats Units en el context de la Doctrina de seguretat nacional.
Encara que la repressió política va començar abans del cop —l'anomenada «Guerra Bruta»— amb l'Operatiu Independència, aquesta es va estendre i va intensificar durant la dictadura de Videla, resultant en les desaparicions forçades d'un nombre de víctimes xifrat entre 30 000 i 45 000.
El cop d'estat havia estat planejat des d'octubre de 1974 i el Departament d'Estat dels Estats Units sabia dels preparatius dotze mesos abans que ocorregués.
És possible que la conducció de Montoneros sabés de la proximitat del cop fins i tot amb molts més detalls que la sospita generalitzada.
El cop de 1976 va ser l'últim, però no l'únic. Des de 1930, el país havia sofert successives interrupcions de l'ordre democràtic. La supressió dels governs triats pel poble, la repressió dels conflictes que sorgien entre diferents sectors socials i l'apel·lació a la violència havien estat, lamentablement, bastant freqüents des d'aquesta data. No obstant això, la dictadura que es va iniciar en 1976 va tenir característiques inèdites, rebent el nom de terrorisme d'Estat.

## Preludis
L'1 de juliol de 1974, el president Juan Domingo Perón va morir als 78 anys. Va ser succeït per la seva esposa María Estela Martínez de Perón, que no va aconseguir contenir la cada vegada més deteriorada situació política i social del país.
El 5 de febrer de 1975, es va donar inici a l'Operatiu Independència, una intervenció militar a l'estil de Vietnam amb l'objectiu d'aniquilar als bastions de la guerrilla en la selva de Tucumán, que mantenia una presència a la zona des de principis de la dècada de 1970.
A l'octubre, el país va ser dividit en cinc zones militars, i a cada comandant se li va donar carta blanca per deslligar una acuradament planificada ona de repressió.
El 18 de desembre, el sector ultranacionalista de la Força Aèria es va revoltar i va dur a terme un fallit intent de cop d'Estat, amb l'objectiu d'enderrocar a Isabel. Un nombre d'avions van desenganxar de la base aèria de Morón i van metrallar la Casa Rosada. La rebel·lió només va poder ser detinguda el dia 22. No obstant això, l'Exèrcit va tenir èxit a desplaçar al comandant de la Força Aèria, Héctor Fautario, últim oficial lleial a Isabel i receptor de dures crítiques des de l'Exèrcit i la Marina per la seva vehement oposició als seus plans repressius, i per no mobilitzar per força aèria contra la guerrilla en Tucumán. Crucialment, ell era l'últim obstacle de Videla en el camí cap al poder.
Videla va passar la Nit de Nadal en Tucumán, on, a més d'arengar a les forces desplegades, va imposar un ultimàtum de 90 dies al govern d'Isabel perquè «ordenés» el país.
Cap als primers mesos de 1976, la destinació de l'Argentina estava segellat. El front guerriller del ERP en Tucumán estava pràcticament delmat, i els reforços de Montoneros enviats també havien estat derrotats. Per la seva banda, les Forces Armades —que gaudien del total suport per part dels Estats Units i l'elit local— esperaven el moment oportú per enderrocar al govern.

## 24 de març
Poc abans de la 1 del matí, la presidenta Isabel va ser detinguda en aeroparque i portada en helicòpter a la residència del Messidor. A les 03.10 h, van ser ocupades totes les estacions de televisió i ràdio; es va tallar la programació regular i es va emetre el primer comunicat:
Es van implementar l'estat de lloc i la llei marcial, i es va establir el patrullaje militar en totes les grans ciutats. Durant aquest primer dia, centenars de treballadors, sindicalistes, estudiants i militants polítics van ser segrestats de les seves llars, llocs de treball o al carrer.

## Posterioritat
Al juny, quan les violacions als drets humans per la junta van ser criticades als Estats Units, Kissinger va reiterar el seu suport a la dictadura, dirigint-se directament al Ministre d'Afers exteriors argentí César Augusto Guzzetti en una reunió a Santiago de Xile.